# الوكالة الوطنية للاستخبارات الجغرافية المكانية
الوكالة الوطنية للاستخبارات الجغرافية المكانية (NGA) هي وكالة دعم قتالية تابعة لوزارة الدفاع بالولايات المتحدة وعضو في مجتمع الاستخبارات بالولايات المتحدة،  وتتمثل مهمتها الرئيسية في جمع وتحليل وتوزيع المعلومات الجغرافية المكانية (GEOINT) دعما للأمن القومي. كانت NGA معروفة باسم الوكالة الوطنية لرسم الخرائط ورسم الخرائط (NIMA) حتى عام 2003.
يقع مقرها، في منطقة حصن بليفور في فرجينيا. تدير الوكالة أيضًا منشآت رئيسية في منطقة سانت لويس بولاية ميسوري، بالإضافة إلى مكاتب الدعم والاتصال في جميع أنحاء العالم. مقر NGA ، في 2.3 مليون قدم مربع (214000 متر مربع)، هو ثالث أكبر مبنى حكومي في منطقة واشنطن العاصمة بعد البنتاجون ومبنى رونالد ريغان.
بالإضافة إلى استخدام (جيوبوينت) لجهود الجيش والمخابرات الأمريكية، توفر الوكالة المساعدة أثناء الكوارث الطبيعية والكوارث التي من صنع الإنسان، والتخطيط الأمني للأحداث الكبرى مثل الألعاب الأولمبية.
في أيلول / سبتمبر 2018، أصدر باحثون في وكالة الاستخبارات الجغرافية المكانية الوطنية خريطة تضاريس عالية الدقة  (تفاصيل تصل إلى حجم سيارة، وأقل في بعض المناطق) من أنتاركتيكا، المسمى «نموذج الارتفاع المرجعي لأنتاركتيكا» (ريما).

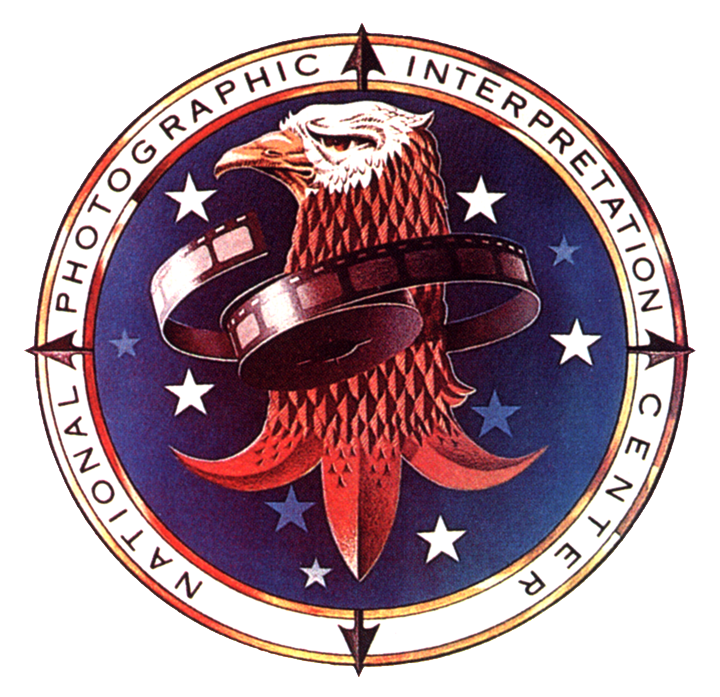
ختم NPIC

## روابط خارجية
- الموقع الرسمي

  - خادم أسماء GEOnet (GNS) - قاعدة بيانات أسماء المعالم الجغرافية الأجنبية. تغطية عالمية باستثناء الولايات المتحدة والقارة القطبية الجنوبية، والتي تحتوي على حوالي 3.93   مليون ميزات مع 5.45   مليون اسم، وإحداثياتها
- مركز الاستخبارات الجغرافية المكانية : جامعة ميزوري - مركز أبحاث كولومبيا يركز على GeoINT
- JP 2-03، دعم الاستخبارات الجغرافية المكانية للعمليات المشتركة، 31 أكتوبر 2012
- تقرير اللجنة عن الوكالة الوطنية لرسم الخرائط ورسم الخرائط
- GeoIntelligence : منشور تجاري يغطي استخدامات التقنيات المكانية للدفاع الوطني وأمن الوطن من قبل منظمات مثل NGA
- Ensor، David (13 ديسمبر 2002). "Secretive map agency opens its doors". CNN. مؤرشف من الأصل في 2016-03-04.
- DMA تحصل على جائزة هامر، 26 يناير 1996
- وكالة توفر أكثر من مجرد خرائط
- يدرب مركز الدراسات الأمنية والاستخبارات محللين جدد في تحليل الاستخبارات